# Pierino Favalli
Pierino Favalli (Zanengo, 1º maggio 1914 – Cremona, 16 maggio 1986) è stato un ciclista su strada italiano.
Professionista dal 1936 al 1946, vinse una Milano-Sanremo, tre Milano-Torino e una tappa al Giro d'Italia.

## Carriera
Da dilettante fu campione italiano nel 1934, terzo al mondiale del 1936 e settimo alle Olimpiadi di Berlino nella prova su strada.
Professionista tra l'ottobre 1936 ed il 1946, corse per la Legnano e la Wilier Triestina, distinguendosi come passista veloce; i principali successi colti da professionista furono la Milano-Sanremo 1941, le Milano-Torino 1938, 1939 e 1940, una tappa al Giro d'Italia 1940, il Giro di Romagna 1938, il Giro del Veneto e il Giro di Campania nel 1942, il Giro della Provincia di Milano nel 1938, 1939, 1940 e 1942. Nel 1940 vestì la maglia rosa del Giro d'Italia per quattro tappe.

## Palmarès
- 1933 (dilettanti)

Gran Premio Giuseppe Verdi
- 1934 (dilettanti)

Coppa Caldirola
Popolarissima d'Apertura-Coppa F.lli Merlo
Coppa Buttafochi
Campionati italiani, Prova Dilettanti
- 1935 (dilettanti)

Coppa Del Grande
Coppa Taurus
- 1936 (dilettanti)

Coppa Marini - Criterium d'Apertura
Coppa Baracca
Coppa Maria Dafarra
Coppa Gino Pennacchi
Coppa Città di Varese-GP Cervini
- 1937 (Legnano, una vittoria)

Coppa San Geo
Corsa premondiale di Bologna
- 1938 (Legnano, tre vittorie)

Milano-Torino
Giro di Romagna
Giro della Provincia di Milano (cronocoppie, con Gino Bartali)
- 1939 (Legnano, tre vittorie)

Milano-Torino
Gran Premio La Stampa-Fiat (cronocoppie, con Gino Bartali)
Giro della Provincia di Milano (cronocoppie, con Gino Bartali)
- 1940 (Legnano, tre vittorie)

Milano-Torino
Giro della Provincia di Milano (cronocoppie, con Gino Bartali)
2ª tappa Giro d'Italia (Torino > Genova)
- 1941 (Legnano, una vittoria)

Milano-Sanremo
- 1942 (Legnano, tre vittorie)

Giro di Campania
Giro del Veneto
Giro della Provincia di Milano (cronocoppie, con Gino Bartali)

### Altri successi
- 1935

Criterium della Mostra - Milano
- 1939 (Legnano)

Criterium Internazionale di Lucerna
Circuito degli Assi - Faenza
- 1940 (Legnano)

Circuito degli Assi - Alessandria-Borgo Littorio
- 1942 (Legnano)

Circuito della Fortezza - Firenze

## Piazzamenti

### Grandi Giri
- Giro d'Italia

1934: ritirato (3ª tappa)
1935: ritirato (9ª tappa)
1936: ritirato (6ª tappa)
1938: ritirato (3ª tappa)
1940: ritirato (8ª tappa)

### Classiche monumento
- Milano-Sanremo

1937: 2º
1938: 2º
1939: 8º
1940: 18º
1941: vincitore
1942: 3º
1943: 4º
- Giro di Lombardia

1936: 12º
1937: 7º
1942: 7º

### Competizioni mondiali
- Campionati del mondo

Berna 1936 - In linea Dilettanti: 3º
- Giochi olimpici

Berlino 1936 - In linea: 7º
Berlino 1936 - A squadre: 4º